# François Magendie

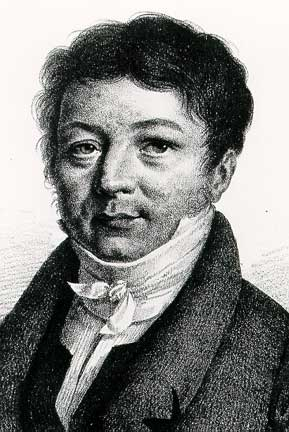
François Magendie w 1822 roku; litografia nieznanego autorstwa.

François Magendie (ur. 6 października 1783 w Bordeaux, zm. 7 października 1855 w Sannois) – francuski fizjolog.
Od 1836 był profesorem na paryskim uniwersytecie Collège de France. Od 1821 członek Francuskiej Akademii Nauk. Był jednym z pionierów fizjologii i patofizjologii. Dokonał znaczących odkryć związanych z fizjologią mózgu dzięki rozwinięciu techniki wiwisekcyjnej. Napisał prace opisujące czynności serca, układu pokarmowego – jako pierwszy opisał odruch wymiotny oraz układu nerwowego.